# Catedral Metropolitana de Florianópolis
A Catedral Metropolitana de Florianópolis, dedicada a Nossa Senhora do Desterro, é a igreja na qual se encontra a cátedra da Arquidiocese de Florianópolis, a capital do estado de Santa Catarina, desde sua criação, em 19 de março de 1908. A edificação é tombada pelo Instituto do Patrimônio Histórico e Artístico Nacional. Fica no Centro da cidade, no Largo São João Paulo II, em frente para a Praça XV de Novembro.

## História
O povoamento definitivo de Florianópolis teve início em 1673. Em 1679, Francisco Dias Velho requereu o título legal das terras, providenciando a construção de uma igreja dedicada a Nossa Senhora do Desterro. Era pequena e construída de pedra e cal. Dentro dela, o fundador de Desterro (hoje Florianópolis) foi assassinado.
A Paróquia de Nossa Senhora do Desterro foi criada por Alvará Régio em 5 de março de 1712. Nesta igreja, o primeiro casamento celebrado foi em 7 de janeiro de 1714, e o primeiro batizado em 15 de julho de 1715. Uma Provisão do Conselho Ultramarino, de 17 de julho de 1748, enviada ao governador Brigadeiro José da Silva Paes, dava licença para a construção de um edifício para servir de Igreja Matriz da Paróquia. O novo templo, projeto do próprio Brigadeiro Silva Paes, foi iniciado em 1753 e concluído em 1773.
Em 30 de maio de 1902 foi bento o conjunto escultural representando a Fuga para o Egito, obra-prima de arte, entalhada à mão, em peça única, pelo artífice tirolês Ferdinand Demetz. Em 19 de junho de 1908, quando da criação da Diocese de Florianópolis, a Matriz de Nossa Senhora do Desterro foi elevada à condição de Sé Episcopal (Catedral). Trabalhos posteriores alteraram-lhe o estilo original. 
Em 1922, nas comemorações do centenário da Independência do Brasil, ocorreu uma grande reforma na catedral, quando teve suas paredes laterais aumentadas, alteradas as torres e acrescido um alpendre neoclássico em sua portadas. Em 1897, foi instalado na torre um relógio, vindo da Alemanha.
Em 25 de novembro de 1922, festa de Santa Catarina, foram abençoados cinco sinos, vindos da Alemanha, encomendados por Dom Joaquim Domingues de Oliveira. Ao todo são sete sinos, sendo os dois mais antigos (de 1872 e 1896) presentes do Imperador Dom Pedro II. Quando instalados em 25 de outubro de 1922 formavam o maior conjunto de sinos da América Latina, pesando 5.838 quilos. Os vitrais foram confeccionados em São Paulo e inaugurados em 1949. O órgão de tubos Speith Orgelbau, fabricado em Rietberg, Alemanha, foi inaugurado em 1924.

## Resumo histórico
- 1673: Povoamento definitivo da capital.
- 1679: Bandeirante Francisco Dias Velho ordenou construção da igreja.
- 1712: Alvará Régio cria a Paróquia de Nossa Senhora do Desterro.
- 1726: A póvoa da Ilha de Santa Catarina foi elevada à categoria de município.
- 1727: Nomeado o Pe. Francisco Justo Santiago como vigário encomendado, indicado pelo Bispo do Rio de Janeiro.
- 1748: O governador Brigadeiro José da Silva Paes mandou construir o prédio para sede da Igreja Matriz da Paróquia.
- 1753: Lançamento da pedra fundamental pelo então governador D. José de Melo Manuel.
- 1773: Data provável do término da construção.
- 1823: A Vila de Nossa Senhora do Desterro foi elevada à categoria de Cidade.
- 1894: O nome Desterro foi mudado para Florianópolis, em referência ao Marechal Floriano Peixoto, no mandato do governador Hercílio Luz.
- 1897: Instalação do relógio (alemão) na torre da Igreja Matriz.
- 1903: Inaugurados os quadros da Via Sacra.
- 1908: Criação da Diocese. A Igreja Matriz de Nossa Senhora do Desterro foi elevada à condição Catedral.
- 1922: Grande reforma, ampliação e construção das torres. A reforma deixou o edifício semelhante ao que é hoje.[3][4]
- 1998: Tombamento como patrimônio histórico estadual, Decreto nº 2.998 de 25 de junho de 1998. [1]

## Reformas e restaurações
As principais reformas foram:

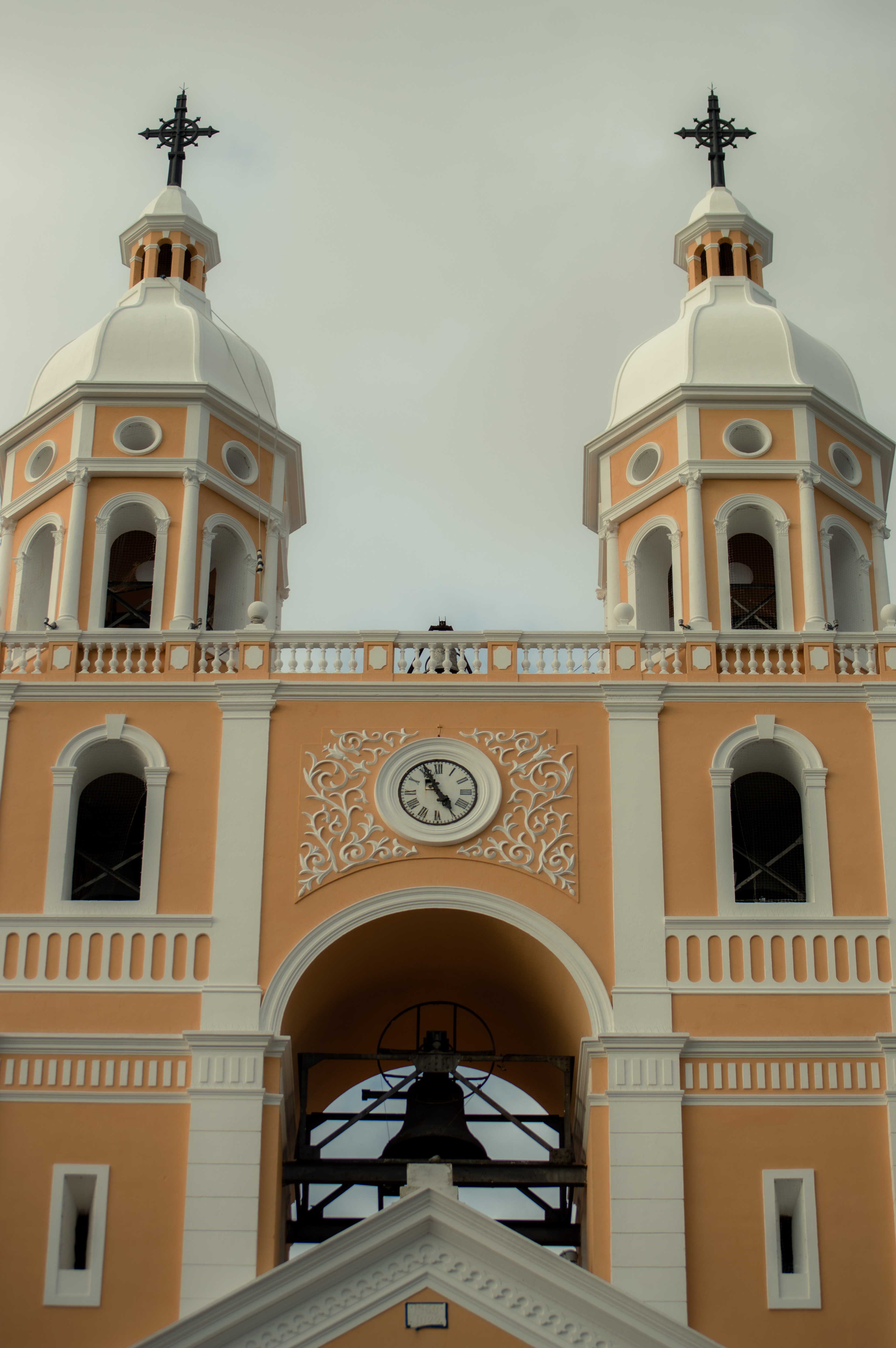
As torres da Catedral.

1. 1922: Ampliação, com a construção das duas torres e o transepto;[3]
2. 1975: A parte interna volta a ter as cores originais;
3. 1995: Restauração interna;
4. 2005-2009: Iniciam-se diversas reformas, internas e externas, quando identificados problemas na estrutura;[5]

## Arte Sacra

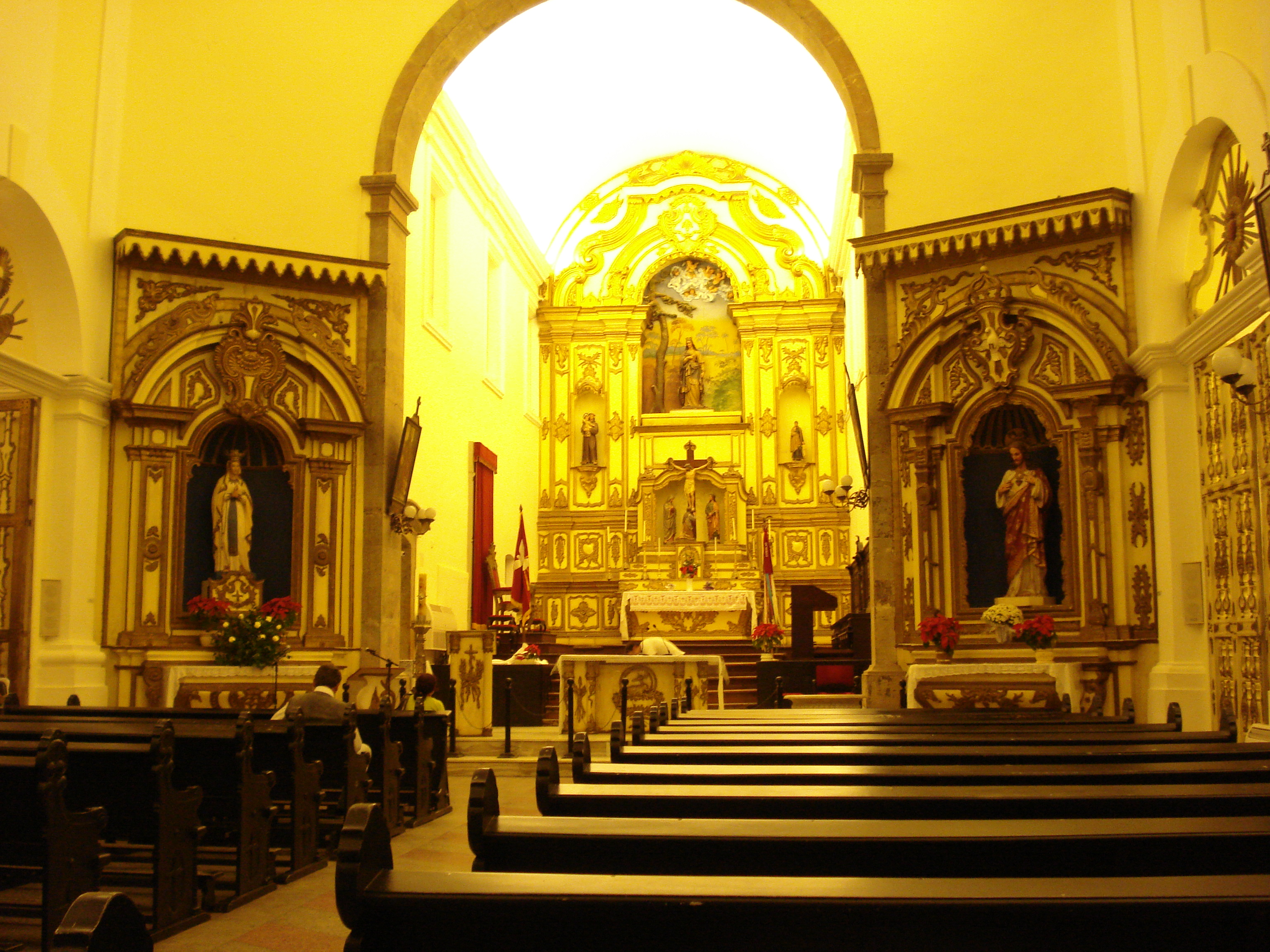
Vista do interior da Catedral de Florianópolis.

Entre o acervo de arte sacra, encontra-se a escultura Fuga para o Egito, talhada em madeira em tamanho natural, pelo artista tirolês Ferdinand Demetz (que esculpiu a ceia da Sagrada Família). Está na Catedral desde 1902, quando foi abençoada.

## Coral Santa Cecília
O Coral Santa Cecília, fundado por volta de 1950, cumpre sua função nas celebrações litúrgicas mais solenes na Catedral, é um dos mais antigos do estado de Santa Catarina, ainda em atividade. Se existiram outros grupos de corais, não deixaram registros.
Foram regentes do coral o Pe. Agostinho Staehelin, de 1953 a 1973, e o Pe. Ney Brasil Pereira, a partir de 1973. Após quase 60 anos de sua fundação, ainda há membros do grupo inicial participando do coral.

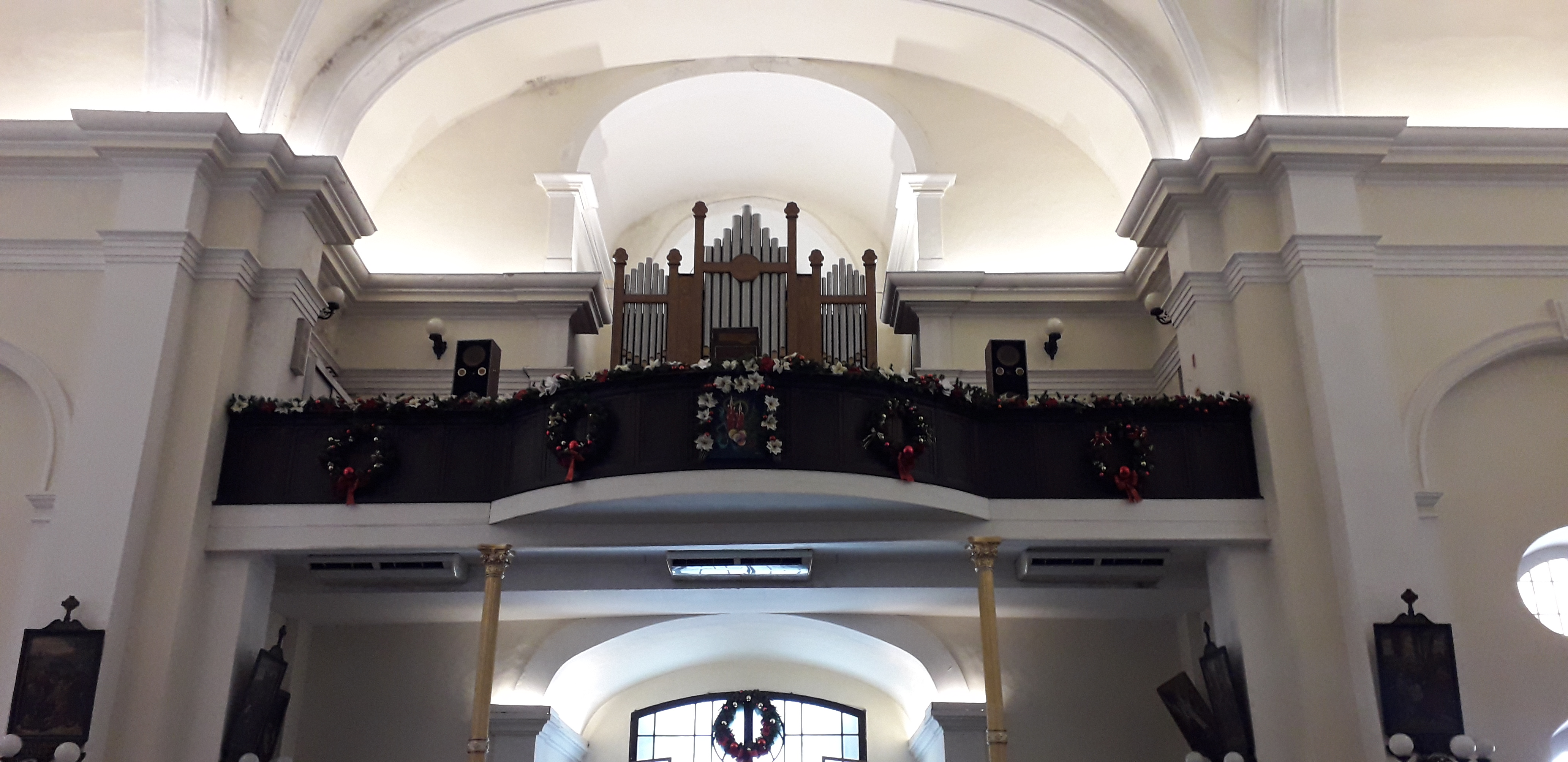
Órgão Speith Orgelbau.

## Órgão

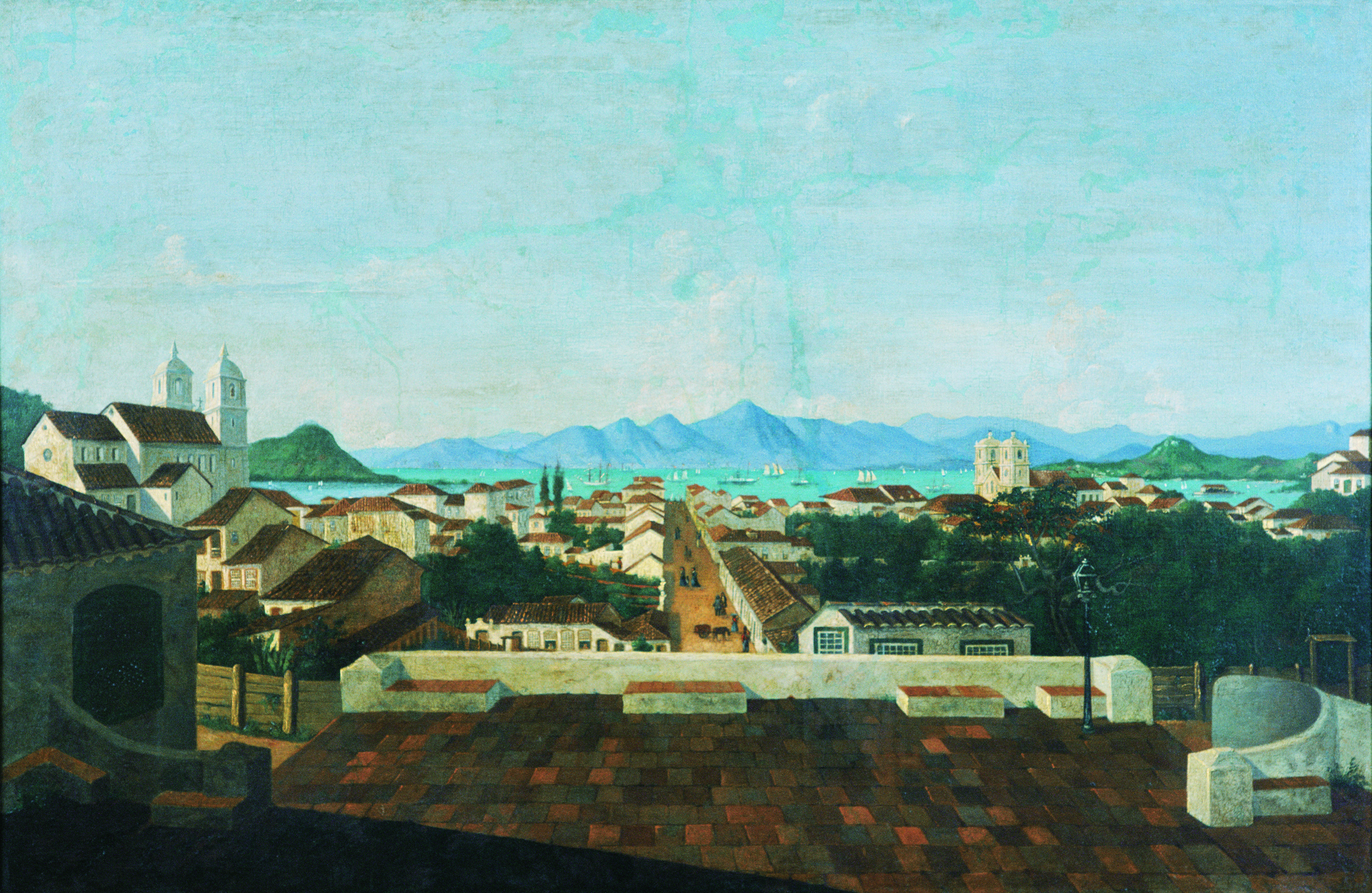
A pintura Vista da Baía Sul, de Victor Meirelles, no qual é retratada a Catedral à esquerda.

O órgão que a catedral possui foi inaugurado em 1924 e foi construído pela firma alemã Speith Orgelbau sediada em Rietberg na Alemanha. Segundo José Artulino Besen em Dom Joaquim Domingos de Oliveira na página 26, o órgão teria sido custeado pelo Bispo da época: ‘’[...] Não se esqueça também a reforma da Catedral Metropolitana, a partir de 1922, a qual dotou de magnífico carrilhão de sinos e de um órgão de tubos, custeado pessoalmente pelo Sr. Bispo [...]’’. O órgão originalmente era de tração pneumática que foi alterada para eletro-pneumática pelo organeiro José Carlos Rigatto, possui dois manuais de 56 teclas, pedaleira de 27 teclas, 23 registros sendo 14 reais e assim possuindo aproximadamente 1100 tubos.
Registros I manual:
- Principal 8’
- Bordun 16’
- Horn principal 8’
- Aeoline 8’ (Reduzido para 4’ por J. C. Rigatto)
- Gedackt 8’
- Violin 4’  (Reduzido para 2’ por J. C. Rigatto)

Registros II manual:
- Trompete 8’
- Flöte 4’
- Octav 4’
- Hohlflote 8’
- Viola 8’
- Manual coppel II Z I
- Pedal coppel Z II M

Registros pedaleira:
- Violon 16’
- Subbass 16’
- Principal bass 8’
- Pedal coppel Z II M
- Pedal coppel Z I M

Outros:
- Sub octave coppel
- Super octave coppel
- I super (Adicionado por J. C. Rigatto)
- Sesquialtera 2 Fls (Adicionado por J. C. Rigatto)
- Tremolo